# ゲオルク・リンデマン

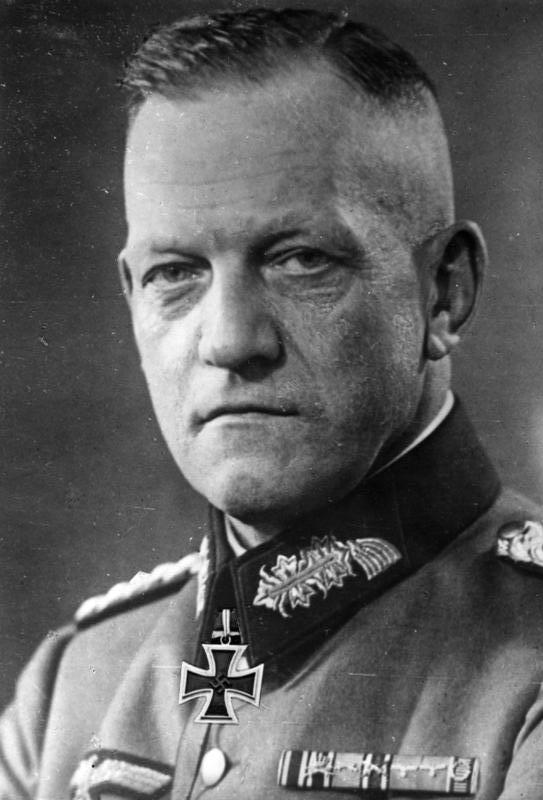
ゲオルク・リンデマン

ゲオリク・リンデマン（Georg Lindemann, 1884年3月8日 - 1963年9月25日）は、ドイツの陸軍軍人。陸軍上級大将。

## 経歴
ドイツ帝国のザクセン＝アンハルト州のオスターブルク出身。父親は判事・地方裁判所所長を務めていた。ハノーファーのギムナジウムを卒業後、1903年にプロイセン軍に入営。プロイセン軍の士官として第一次世界大戦に従軍。1917年にホーエンツォレルン家勲章騎士章を受章。終戦時の階級は大尉だった。
終戦後はパウル・フォン・レットウ＝フォルベック率いるフライコールに入隊し、1919年にはハンブルクで共産党派労組を壊滅。ヴァイマル共和国軍に採用され、1930年には第13騎兵連隊の指揮官に就任。1931年に中佐に昇進。ナチスの政権掌握に伴い、大佐に昇進しハノーファーの軍事学校（Kriegsschule）の教官になる。1936年に少将となる。同年10月に第36歩兵師団長に任命される。
第二次世界大戦初頭のポーランド侵攻時は、ザール地方の守備を担当していた。翌年の西方電撃戦の際は、マジノ線を突破しヴェルダンに達した。その功により8月に騎士鉄十字章を受章。同年第50軍団司令官に転じ、さらに騎兵大将に昇進した。バルバロッサ作戦の時に、指揮部隊は北方軍集団に所属し、レニングラードを目指して進撃した。レニングラード南方のガッチナ市は、ドイツ軍占領下にある期間はリンデマンの名をとって「リンデマンシュタット」と呼ばれていた。

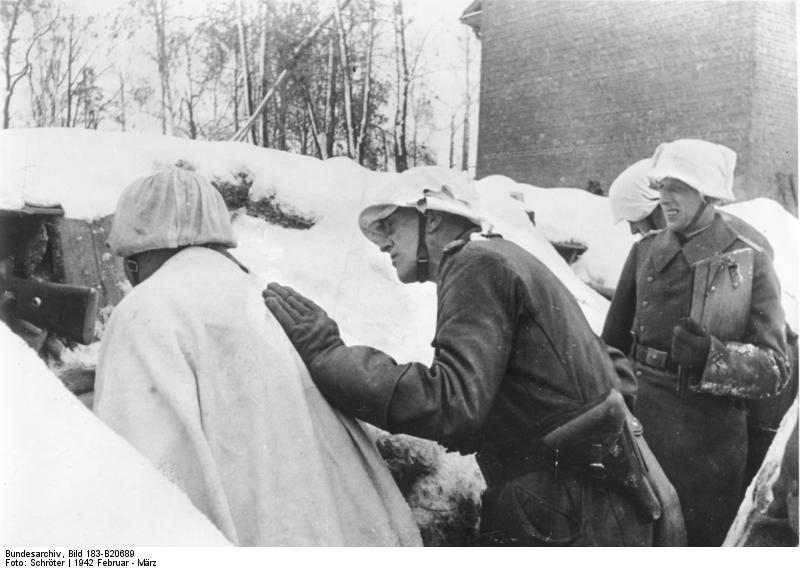
最前線を視察するリンデマン（1942年2月）

その後、中央軍集団へと移動し、スモレンスクを目指す作戦に参加の後、北方軍集団に戻る。1942年1月16日に第18軍の指揮官になり、夏に上級大将に昇進した。レニングラード救出を目指すソ連軍の反攻作戦を撃退し、アンドレイ・ウラソフ将軍を捕虜にするなどの戦功を挙げた。1944年にレニングラードからナルヴァまでの後退を指揮し、ナルヴァの戦いの後に解任されたゲオルク・フォン・キュヒラーの後任として北方軍集団の司令官に就任した。しかし同時期のソ連軍によるバグラチオン作戦で中央軍集団が崩壊すると、第16軍の後退を主張し、さらに兵力不足を理由に反攻命令に従わなかったため、ヒトラーはリンデマンが高齢と心身衰弱であることを理由に同年7月4日に解任した。
1945年2月1日に在デンマークのドイツ軍最高司令官に就任し、終戦を迎えた。その後はシルケボーで占領の解除に当たった。6月6日に逮捕されて米軍の捕虜となるが、戦争犯罪を問われることは無いまま1948年に釈放された。釈放後は西ドイツに隠棲し、1963年にバーデン＝ヴュルテンベルク州のフロイデンシュタットで死去。